# بول سيمور (كرة سلة)
بول سيمور (بالإنجليزية: Paul Seymour)‏ مواليد 30 يناير 1928 في توليدو - الوفاة 5 مايو 1998، كان لاعب كرة سلة أمريكي تحول إلى التدريب بعد الاعتزال. بدأ مسيرته الاحترافية في سنة 1946. اعتزل اللعب في 1960. فاز بلقب دوري إن بي إيه.

## روابط خارجية
- بول سيمور على موقع إن بي أي (الإنجليزية)
- بول سيمور على موقع سبورتس رفرنس (الإنجليزية)
- بول سيمور على موقع ريلجم (الإنجليزية)
- بول سيمور على موقع بروبوليرز (الإنجليزية)
- بول سيمور على موقع سبورتس رفرنس (الإنجليزية)
- بول سيمور على موقع سبورتس رفرنس (الإنجليزية)